# Oedicladium perplexum
Oedicladium perplexum är en bladmossart som beskrevs av Brotherus 1905. Oedicladium perplexum ingår i släktet Oedicladium och familjen Myuriaceae. Inga underarter finns listade i Catalogue of Life.